# براندون داگلاس
براندون داگلاس (انگلیسی: Brandon Douglas؛ زادهٔ ۲۱ ژوئن ۱۹۶۸) یک هنرپیشه اهل ایالات متحده آمریکا است.
داگلاس در سریال پزشک دهکده در نقش اندرو (همسر کالین) به ایفای نقش پرداخت است.